# 姆沙涅齊 (舊桑博爾區)
49°20′13″N 22°46′20″E / 49.33694°N 22.77222°E
姆沙涅齊（烏克蘭語：Мшанець），是烏克蘭西部的村莊，隸屬利維夫州的桑比爾區。該村處於姆沙涅齊河畔，始建於1446年，面積1.568平方公里，海拔高度519米，2021年人口255。